# Internetprotokoll
Az internetprotokoll (angolul Internet Protocol, rövidítve: IP) az internet (és internetalapú) hálózat egyik alapvető szabványa (avagy protokollja). Ezen protokoll segítségével kommunikálnak egymással az internetre kötött csomópontok (számítógépek, hálózati eszközök, webkamerák stb.). A protokoll meghatározza az egymásnak küldhető üzenetek felépítését, sorrendjét stb.

## Az IP-ről általában
Kialakításában fontos szerepet játszott az egyszerűség, és a robusztusság. Ezek egy olcsó technológiát eredményeztek, aminek segítségével gyorsan terjedt az IP, kiszorítva például a jóval komplexebb de igen drága konkurenst, az ATM-et. Fejlesztését még az ARPA későbbi nevén DARPA (Egyesült Államok Védelmi Minisztériumának kutatásokért felelős részlege) kezdte el, jelenleg az IETF felügyeli. 4-es verziójának (IPv4) leírását az RFC 791 tartalmazza.

## Az IP jellemzői
Az IP a klasszikus OSI besorolás alapján a 3., a hálózati rétegben helyezkedik el. Csomagkapcsolt hálózatot valósít meg, azaz nem építi fel a kapcsolatot a forrás és a cél között, hanem minden egyes csomagot külön irányít (route-ol). Hibadetektálást és hibajavítást nem végez (ezeket nevezzük „megbízhatatlan” protokollnak), ezeket a funkciókat főleg a szállítási rétegben elhelyezkedő protokollokra bízza (például TCP). Ennek a kialakításnak az oka az, hogy az egyszerűségre törekedtek. Így a hibajavítás terhe főképp a forrás és a cél számítógépeknél jelentkezik, és nem terheli feleslegesen az egyébként is leterhelt hálózati útirányválasztó csomópontokat (router).

## IP-cím
Az IP-ben a forrás- és célállomásokat (az úgynevezett hostokat) címekkel (IP-címek) azonosítja, amelyek 32 biten ábrázolt egész számok; azonban ezt hagyományosan négy darab 8 bites (azaz 1 byte-os, vagyis 0 és 255 közé eső), ponttal elválasztott számmal írjuk le a könnyebb olvashatóság miatt (pl: 192.168.42.1). A címek felépítése hierarchikus: a szám bal oldala (vagy szakmai nevén a legnagyobb helyiértékű bitek felől indulva) a legfelső szintet jelenti, és jobbra haladva az ez alatti szinteket kapjuk meg, például egy szolgáltatót, a szolgáltató alatti ügyfeleket, és az ügyfelek alatti egyes számítógépeket.
A teljes IP-cím két részre osztható: egy hálózati és egy hoszt azonosítókból áll. A hálózati azonosító hossza változó méretű lehet, azt a teljes cím első bitjei határozzák meg, az IP-címeket ez alapján címosztályokba soroljuk.
| Címosztály | Cím bitjei | Hálózati + Osztály azonosító hossza | Hálózatok száma | Hoszt azonosító hossza | Kiosztható hosztok száma |
| ---------- | ---------- | ----------------------------------- | --------------- | ---------------------- | ------------------------ |
| A osztály  | 0...x      | 8 bit                               | 27-2 = 126      | 24 bit                 | 224-2 = 16777214         |
| B osztály  | 10...x     | 16 bit                              | 214-2 = 16382   | 16 bit                 | 216-2 = 65534            |
| C osztály  | 110...x    | 24 bit                              | 221-2 = 2097150 | 8 bit                  | 28-2 = 254               |

A címosztályok alkalmazása lehetővé teszi a címek optimálisabb kiosztását, azáltal, hogy egy intézmény, szervezet stb. számára egy alacsonyabb osztályú cím is kiosztható adott esetben (kevés hosztja van) így nem foglal le felesleges - fel nem használt, ki nem osztott - címeket, ha nincs rájuk szüksége.

### Alhálózati maszk
Annak az érdekében, hogy a szervezetek a nekik kiosztott címosztályokat további alhálózatokra bonthassák, vezették be az alhálózatot jelölő maszkot. Ezzel lehetővé válik pl. egy B osztályú cím két vagy több tartományra bontása, így elkerülhető további internetcímek igénylése.
Az alhálózati maszk szintén 32 bitből áll: az IP-cím hálózati részének hosszáig csupa egyeseket tartalmaz, utána nullákkal egészül ki - így egy logikai ÉS művelettel a hoszt mindig megállapíthatja egy címről, hogy az ő hálózatában van-e.
Az IP-címekhez hasonlóan az alhálózati maszkot is byte-onként (pontozott decimális formában) szokás megadni - például 255.255.255.0. De gyakran találkozhatunk az egyszerűsített formával - például a 192.168.1.1/24 - ahol az IP-cím után elválasztva az alhálózati maszk 1-es bitjeinek a számát jelezzük.

## Generációk
A hagyományos IP protokoll szerinti IP-címeket nevezzük „IPv4” címeknek is, ami a negyedik generációs (v4, version 4) internetprotokollt jelenti. Bár kezdetben jól megfelelt, az internet előre nem látott növekedése közben sok problémába ütköztek a hálózati szakemberek. Egyik ilyen az, hogy nem elégséges a kiosztott címek mennyisége. Gondot jelent, hogy nem támogatja a protokoll a mobilitást, nincs lehetőség benne korrekt titkosítás támogatására stb. Ezek megoldására jött létre az IPv6.
Aktívan létezik már az IPv6, vagyis a hatodik generációs címzésmód, melynek célja – többek között – az egyre fogyatkozó számú IPv4-címek problémájának megoldása. Az IPv6-címek 32 bit helyett 128 biten ábrázolják a címeket (ez olyan, mintha a mostani 4 helyett 16 byte-ból álló IP-címeket használnánk), ezért azokat hexadecimális formában szokás jelölni, például 3ffe:2f80:3912:1.
Az IP-cím parancssor alatti használata
az egyes számítógépek a "ping" paranccsal ellenőrzik, hogy a számítógép az adott pillanatban elérhető-e. A számítógép a másik félnek csomagokat küld, és mikor ezek visszaértek, kiszámítja, mennyi adat veszett el; ha pl. azt írja, hogy
```
                                    küldött: 4
                                    fogadott: 0
                                    veszteség 100%
```

akkor nem érhető el, mert a csomagot nem küldi vissza.

## IPv4 fejléc
```
   0                   1                   2                   3
   0 1 2 3 4 5 6 7 8 9 0 1 2 3 4 5 6 7 8 9 0 1 2 3 4 5 6 7 8 9 0 1
  +-+-+-+-+-+-+-+-+-+-+-+-+-+-+-+-+-+-+-+-+-+-+-+-+-+-+-+-+-+-+-+-+
  |Version|  IHL  |Type of Service|          Total Length         |
  +-+-+-+-+-+-+-+-+-+-+-+-+-+-+-+-+-+-+-+-+-+-+-+-+-+-+-+-+-+-+-+-+
  |         Identification        |Flags|      Fragment Offset    |
  +-+-+-+-+-+-+-+-+-+-+-+-+-+-+-+-+-+-+-+-+-+-+-+-+-+-+-+-+-+-+-+-+
  |  Time to Live |    Protocol   |         Header Checksum       |
  +-+-+-+-+-+-+-+-+-+-+-+-+-+-+-+-+-+-+-+-+-+-+-+-+-+-+-+-+-+-+-+-+
  |                       Source Address                          |
  +-+-+-+-+-+-+-+-+-+-+-+-+-+-+-+-+-+-+-+-+-+-+-+-+-+-+-+-+-+-+-+-+
  |                    Destination Address                        |
  +-+-+-+-+-+-+-+-+-+-+-+-+-+-+-+-+-+-+-+-+-+-+-+-+-+-+-+-+-+-+-+-+
  |                    Options                    |    Padding    |
  +-+-+-+-+-+-+-+-+-+-+-+-+-+-+-+-+-+-+-+-+-+-+-+-+-+-+-+-+-+-+-+-+
```

```
                   Example Internet Datagram Header
```

•Verzió: Ez a mező teszi lehetővé, hogy azonos hálózatban eltérő IP verziók működhessenek, egy-egy átállás így folyamatosan mehet végbe, nem kell egyszerre az egész hálózat összes berendezését átállítani. Jelenleg évek óta tart például az IPv4-ről IPv6-ra történő migrációja az internetnek. A verzió mező értéke 4 ha IPv4, 6 amennyiben IPv6 protokollhoz tartozik a csomag. (az IPv5 egy kísérleti protokoll volt, mely végül nem terjedt el)
•IHL: Az IP fejléc hossza nem állandó, ez a mező hordozza a fejléc hosszára vonatkozó információt. A hosszt 32 bites szavakban adja meg, 5 és 15 között vehet fel értéket, ami minimum 20 maximum 60bájtos fejlécet jelent. (a fejléchossz az opciók változó száma miatt nem állandó)
•Szolgálat típus (TOS): 8 bites mező. Eredeti tartalma három bitnyi precedencia információ, majd három jelzőbit ami gyakorlatilag prioritásnak felel meg(0: normál csomag, 7: hálózatvezérlő csomag). A három bit egyenként a késleltetésre, átbocsátásra és a megbízhatóságra vonatkozott. Egy csomag prioritizálásánál ezekkel lehetett kiválasztani, hogy a szolgáltatás mely minőségi eleme fontos a kézbesítésnél. Mivel sok eszköz figyelmen kívül hagyta egyszerűen az IHL-t, jelentését végül megváltoztatták. Ma egyszerűen szolgáltatási osztályhoz tartozást jelöl, ami a fenti információkat is magába foglalja.
•Teljes hossz (Total Length): Ez a mező a csomag teljes hosszát tartalmazza bájtban megadva, beleértve a fejlécet opciókkal és az adatrészt együttesen. Maximális értéke 65535. Ez a felső korlát. Hamarosan ez igencsak szűkös lehet, de az IPv6-ban már van lehetőség ún. Jumbogram vagy Jumbo frame küldésre, mely elméleti maximális csomagmérete 1 bájt híján 4 gigabájt (!!!).
•Azonosító (Identification): Erre a mezőre a célhosztnak feltétlen szüksége van ahhoz, hogy a felsőbb protokollok darabolt üzeneteit össze tudja állítani. Minden datagram szétdarabolása után az összes darab ugyanazzal az azonosítóval kerül továbbításra.
•DF (Do not fragment!): Egyetlen jelzőbit, beállításával az üzenet darabolását lehet tiltani. Ilyenkor a routerek elkerülik a kiscsomagos hálózatokat.
•MF (More Fragments): Szintén egyetlen bit, mely jelzi, hogy létezik még több darabja az üzenetnek. Egy darabolt üzenet minden darabjának a fejléce tartalmazza, kivéve az utolsót.
•Darabeltolás (Fragment offset): Megadja, hogy a feldarabolt datagramnak a csomagban szállított része honnan kezdődik. Elengedhetetlen információ a datagram összeállításához a vételi oldalon. Az eltolást itt 8 bájtos egységekben kell értelmezni.
•Élettartam (TTL, Time To Live): Ezzel a mezővel korlátozzák egy csomag hálózatban eltölthető idejét, illetve egyúttal a megoldás azt is biztosítja, hogy ne maradhassanak a hálózatban vég nélkül keringő csomagok. Kezdőértéke 255 lehet maximálisan, melyet minden router csökkent eggyel továbbításkor. Ha eléri a nullát, egyszerűen eldobja.
•Protokoll (Protocol): Ez a mező jelzi, hogy a csomag milyen protokoll számára szállít. Amikor a csomagokból összeállítja az üzenetet a vételi oldal, ezalapján továbbítja a felsőbb réteg megfelelő protokolljának (ált. TCP vagy UDP). Az egyes protokollok ide vonatkozó megfeleltetést az RFC 1700 írja le.
•Fejrész ellenőrző összeg (Header checksum): Csak a fejrészre vonatkozik! Az élettartam mező miatt minden alkalommal újra kell számolni.

## Külső hivatkozások
- RFC791 az IETF oldalán (angol)